# کوین گلندن
کوین گلندن (انگلیسی: Kevin Glendon؛ زادهٔ ۲۱ ژوئن ۱۹۶۱) بازیکن فوتبال اهل بریتانیا است.
از باشگاه‌هایی که در آن بازی کرده‌است می‌توان به باشگاه فوتبال کرو آلکساندرا، باشگاه فوتبال مکلسفیلد تاون، باشگاه فوتبال هاید، باشگاه فوتبال ویتون آلبیون، باشگاه فوتبال منچستر سیتی، باشگاه فوتبال نورتویچ ویکتوریا، و باشگاه فوتبال برنلی اشاره کرد.